# Elettromagnete di Bitter

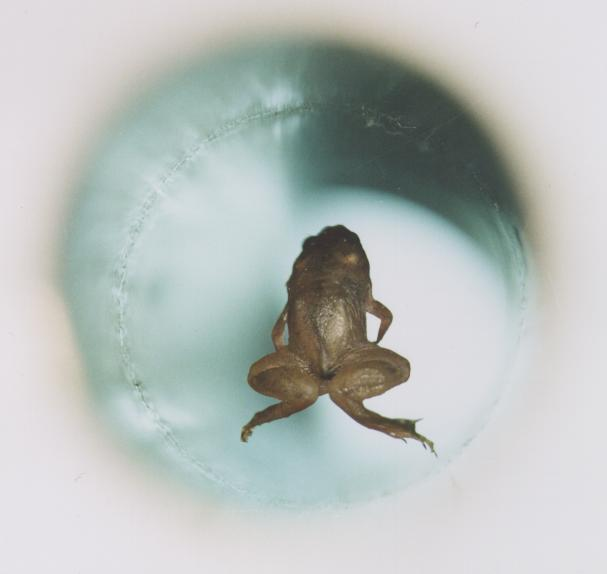
Una rana viva levita in un cilindro verticale di 32 mm di diametro di un solenoide di Bitter dentro un campo magnetico di 16 tesla al Nijmegen High Field Magnet Laboratory. Link diretto al video

Un elettromagnete di Bitter o solenoide di Bitter è un tipo di elettromagnete utilizzato nella ricerca scientifica per generare campi magnetici particolarmente intensi. Elettromagneti di Bitter sono stati utilizzati per produrre alcuni dei più forti campi magnetici creati dall'uomo (fino a 45 tesla in un magnete ibrido costituito da un solenoide di Bitter circondato da un magnete superconduttore).

## Vantaggi
Elettromagneti di Bitter vengono utilizzati laddove sono richiesti campi magnetici estremamente forti. I nuclei di ferro utilizzati negli elettromagneti convenzionali saturano e cessano di fornire alcun vantaggio a campi superiori ad un paio di tesla, quindi elettromagneti con nucleo di ferro sono limitati a campi di circa 2 tesla. Elettromagneti superconduttori possono produrre campi magnetici più forti, ma sono limitati a campi da 10 a 20 tesla, anche se i limiti teorici sono più elevati. Lo svantaggio degli elettromagneti di Bitter è che richiedono correnti molto elevate, e dissipano grandi quantità di calore.

## Costruzione

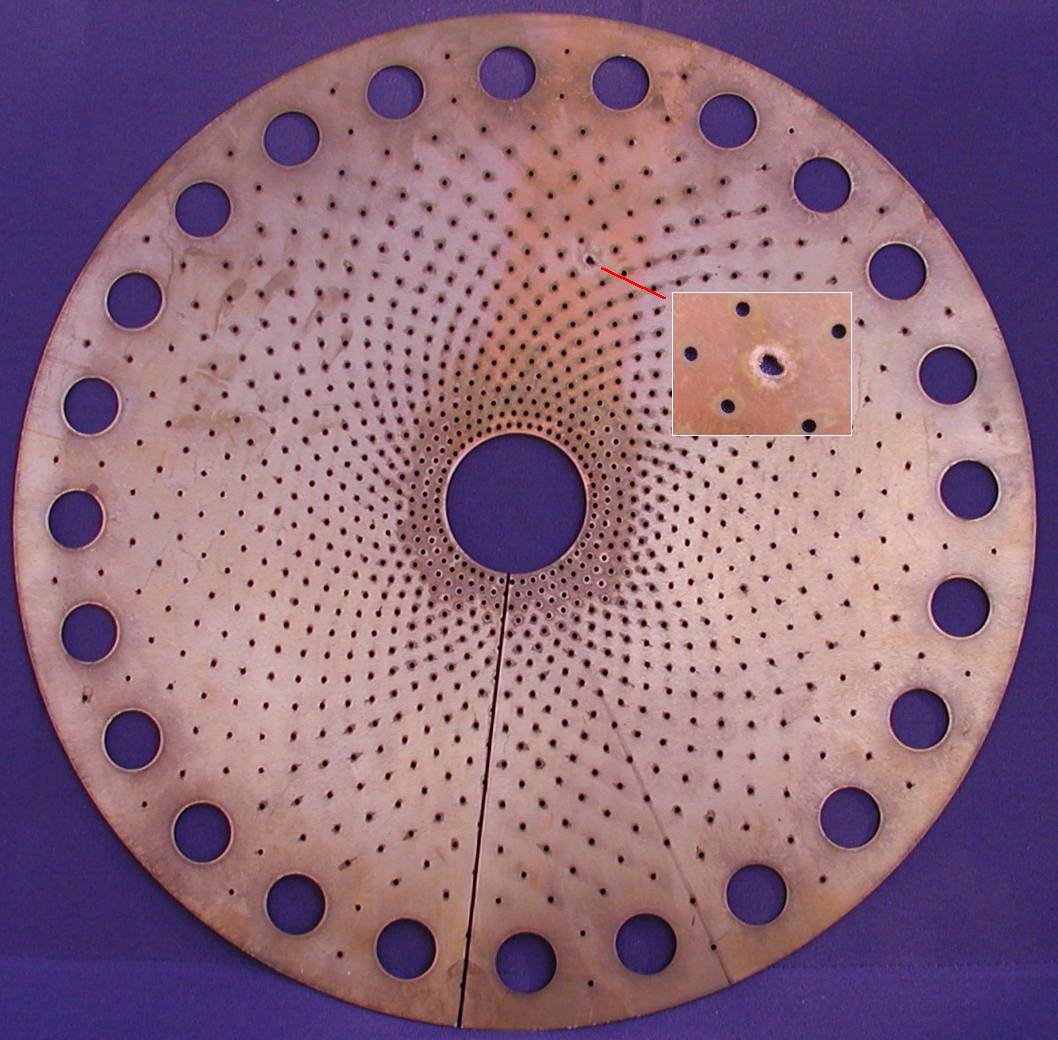
Piastra di rame utilizzata in un solenoide di Bitter da 16 T. Ha un diametro di 40 cm e in funzione è attraversata da una corrente di 40 kA

Gli elettromagneti di Bitter sono costruiti con piastre metalliche circolari e distanziatori isolanti, impilati in una configurazione elicoidale. La corrente scorre lungo un percorso elicoidale attraverso le piastre. Questa configurazione è stata inventata nel 1933 dal fisico statunitense Francis Bitter. In suo onore le piastre sono conosciute come piastre (o piatti) di Bitter. Lo scopo della configurazione a piastre impilate è quello di sopportare l'enorme pressione meccanica prodotta dalle forze di Lorentz, che aumentano con il quadrato dell'intensità del campo magnetico. Inoltre, l'acqua circola attraverso i fori nelle piastre come refrigerante, per portare via l'enorme calore generato per riscaldamento resistivo dalle grandi correnti che le attraversano. La produzione di calore aumenta con il quadrato dell'intensità del campo magnetico.

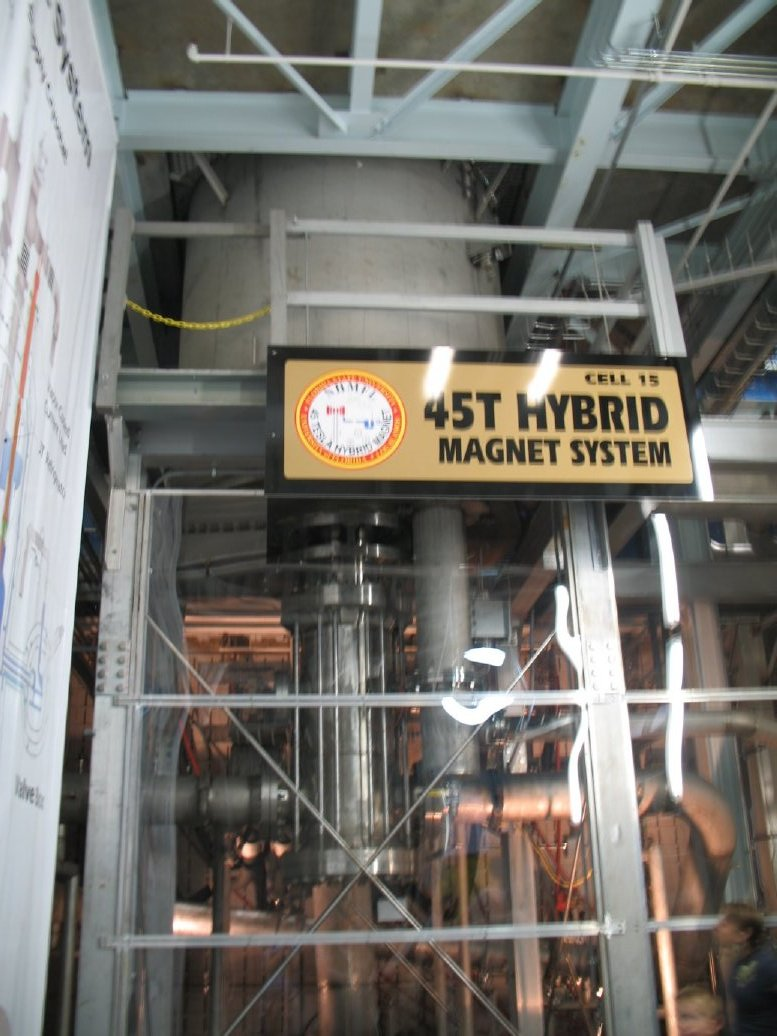
L'elettromagnete più potente del mondo: il magnete ibrido costituito da un solenoide di Bitter circondato da un magnete superconduttore al National High Magnetic Field Laboratory, Tallahassee, Florida, USA